# ديك غروس
ديك غروس (بالإنجليزية: Dick Gross)‏ (16 نوفمبر 1954)؛ روائي أسترالي.